# Третья речь против Катилины
«Третья речь против Катилины» — речь римского оратора Марка Туллия Цицерона, произнесенная 3 декабря 63 года до н. э. на форуме, третья из катилинарий. Её текст полностью сохранился.
В этой речи Цицерон рассказал народу о том, что получены доказательства существования заговора Катилины. Он продолжил рисовать психологический портрет своего главного оппонента, Луция Сергия Катилины, добавив к обозначенным ранее жестокости, коварстве и неразборчивости в связях новую черту — коварство.
Речь была опубликована в 61—60 годах до н. э. вместе с другими катилинариями, причём её текст подвергся существенной литературной переработке. Исследователи констатируют, что по своим литературным достоинствам она заметно уступает первой катилинарии.